# 近代盆栽
『近代盆栽』（きんだいぼんさい）は、近代出版が発行する日本の盆栽専門誌。月刊。盆栽業界では『盆栽世界』（エスプレス・メディア出版、1970年創刊）と並ぶ老舗情報誌である。

## 沿革
1977年に近代出版より創刊。初級者からベテラン愛好家まで満足できる盆栽総合誌を標榜しており、日本国内のみならず、世界各国で「KINBON」として知られる。豊富なカラーページと写真による解説で初心者からベテランまでを対象とする。